# Acta Protozoologica
Acta Protozoologica – kwartalnik publikujący bieżące i kompleksowe teksty naukowe z zakresu szeroko pojętej protistologii. 
W sferze zainteresowań wydawców są zarówno teksty badawcze jak i teoretyczne opisujące biologię komórek mikroorganizmów i organizmów eukariotycznych, w tym: zachowanie, biochemię i biologię molekularną, rozwój, ekologię, genetykę, parazytologię, fizjologię, fotobiologię, systematykę i filogenezę. Czasopismo publikuje oryginalne raporty badawcze, krytyczne opinie o aktualnych badaniach napisane przez zaproszonych ekspertów w danej dziedzinie, krótkie komunikaty, recenzje książek i listy do redakcji.